# Indicazione Geografica Tipica
Pour les articles homonymes, voir IGT.

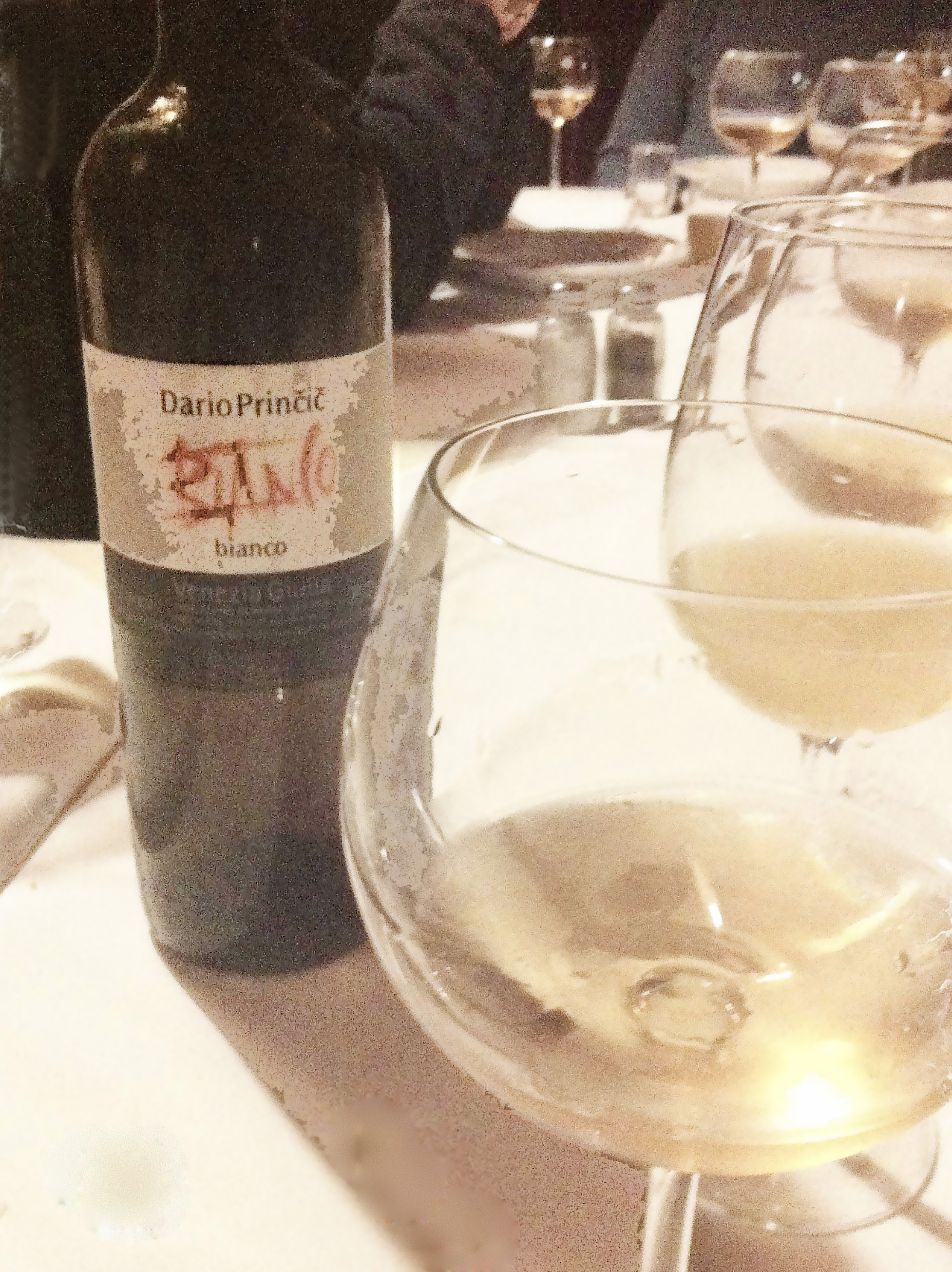
Vin blanc de Dario Prinčič (Venezia Giulia Indicazione Geografica Tipica)

L'indication Indicazione geografica tipica (IGT) est l'une des quatre classifications officielles du vin en Italie.

## Création
Ce label a été créé pour garantir la région d'origine des vins qui ne satisfont pas aux exigences plus strictes des Denominazione di origine controllata (DOC) (comme Marsala, Dolcetto, Frascati) ou Denominazione di origine controllata e garantita (DOCG) qui sont généralement réservées aux vins plus connus comme le Chianti ou le Barolo.

## Équivalences
On considère généralement que l'indication IGT équivaut à l'indication IGP en France. Dans le Val d'Aoste l'indication « Vin de pays » peut apparaître sur l'étiquette en place d'« Indicazione geografica tipica. » De même dans la province autonome de Bolzano, le terme « Landwein » peut être utilisé comme synonyme.